# 2014年ソチパラリンピック
2014年ソチパラリンピック（2014ねんソチパラリンピック、XI Paralympic Winter Games 2014）は、2014年3月7日から3月16日まで、ロシア・ソチで開催された冬季パラリンピック第11回大会。ソチ2014（Sochi 2014、Сочи 2014）と呼称される。

## 実施競技と日程
| 日付                   | 07 | 08 | 09 | 10 | 11 | 12 | 13 | 14 | 15 | 16 |
| ---------------------- | -- | -- | -- | -- | -- | -- | -- | -- | -- | -- |
| 開・閉会式             | •  |    |    |    |    |    |    |    |    | •  |
| アルペンスキー         |    |    |    |    |    |    |    |    |    |    |
| バイアスロン           |    |    |    |    |    |    |    |    |    |    |
| クロスカントリースキー |    |    |    |    |    |    |    |    |    |    |
| アイススレッジホッケー |    |    |    |    |    |    |    |    |    |    |
| 車いすカーリング       |    |    |    |    |    |    |    |    |    |    |

- パラリンピックのアルペンスキーの新競技種目としてスノーボードクロス(立位・男・女)が採用。

## 競技会場
- ソチ・オリンピック・パーク（英語版、ロシア語版）（最寄駅：オリンピックパーク駅）
  - シャイバ・アリーナ（7,000人収容） - アイススレッジホッケー[2]
  - アイスキューブ・カーリング・センター（英語版、ロシア語版）（3,000人収容）  - 車いすカーリング[2]
  - ソチ・オリンピックスタジアム（40,000人収容） - 開閉会式
- ローザ・コテル・アルパイン・センター（英語版、ロシア語版） - アルペンスキー[2]
- ローラ・クロスカントリースキーアンドバイアスロン・センター（英語版、ロシア語版） - クロスカントリー、バイアスロン[2]

## 国・地域別メダル獲得数
| 順    | 国・地域                 | 金 | 銀 | 銅 | 計  |
| ----- | ------------------------ | -- | -- | -- | --- |
| 1     | ロシア (RUS)（開催国） * | 30 | 28 | 22 | 80  |
| 2     | ドイツ (GER)             | 9  | 5  | 1  | 15  |
| 3     | カナダ (CAN)             | 7  | 2  | 7  | 16  |
| 4     | ウクライナ (UKR)         | 5  | 9  | 11 | 25  |
| 5     | フランス (FRA)           | 5  | 3  | 4  | 12  |
| 6     | スロバキア (SVK)         | 3  | 2  | 2  | 7   |
| 7     | 日本 (JPN)               | 3  | 1  | 2  | 6   |
| 8     | アメリカ合衆国 (USA)     | 2  | 7  | 9  | 18  |
| 9     | オーストリア (AUT)       | 2  | 5  | 4  | 11  |
| 10    | イギリス (GBR)           | 1  | 3  | 2  | 6   |
| 11    | ノルウェー (NOR)         | 1  | 2  | 1  | 4   |
| 11    | スウェーデン (SWE)       | 1  | 2  | 1  | 4   |
| 13    | スペイン (ESP)           | 1  | 1  | 1  | 3   |
| 14    | オランダ (NED)           | 1  | 0  | 0  | 1   |
| 14    | スイス (SUI)             | 1  | 0  | 0  | 1   |
| 16    | フィンランド (FIN)       | 0  | 1  | 0  | 1   |
| 16    | ニュージーランド (NZL)   | 0  | 1  | 0  | 1   |
| 18    | ベラルーシ (BLR)         | 0  | 0  | 3  | 3   |
| 19    | オーストラリア (AUS)     | 0  | 0  | 2  | 2   |
| Total | Total                    | 72 | 72 | 72 | 216 |

## テレビ放送

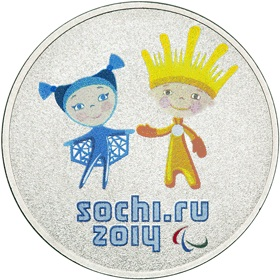
マスコットとエンブレム

- 開催国・ロシア国内では全ロシア国営テレビ・ラジオ放送会社が放映。
- アメリカ国内ではNBCが今大会と2016年リオパラ五輪の2大会分の放映権を獲得。NBCSNで開会式、NBCでは開会式ハイライトとアイススレッジホッケー決勝を録画放映[3][4]。
- イギリス国内では前回のロンドンパラ五輪に続きチャンネル4が今大会と2016年リオパラ五輪の2大会分の放映権を獲得した。チャンネル4が45時間にわたって中継される[5][6]。
- カナダ国内ではCBCで放映[7]。オーストラリアはABCで放映。
- NHKでは、開会式の模様を冬季大会では地上波で初めて生中継[8]。またスカパー!では、専門チャンネルを設けて全競技を生中継を絡めて中継した[9][8]。
- NHKは、大会前日ハイライトを翌日の総合テレビで15時台（国会中継の影響で深夜に振り替えられた日もある）に、Eテレで20時から30分枠（総合テレビの再放送）で放送され、ソチパラリンピック総集編「不屈の炎~ソチパラリンピックの10日間~」が総合で2014年3月26日に放送された。

## 開会式
- ロシア国旗掲揚前の集団行動とパラリンピック旗掲揚前の集団行動は、清原伸彦の指導[10]。
- 登場した客船の名前は旧ソビエトの宇宙ステーションの名前である「ミール」だった。

## ファン・ヨンデ功績賞
オーストラリアのアルペンスキー選手トビー・ケインとオランダのスノーボード選手ビビアン・メンテルがファン・ヨンデ功績賞を受賞。

## 大会マスコット
2011年2月26日、2014年ソチパラリンピックのマスコットが「レイ・オブ・ライト」、「スノーフレーク」の2体に決定したことが発表された。